# Ramón Elices Montes
Ramón Elices Montes (Baza, 1844-Cádiz, 1899) fue un militar y escritor español del siglo XIX.

## Biografía
Comandante de infantería, nació el 14 de marzo de 1844 en la localidad granadina de Baza. Fue fundador de los periódicos El Pabellón Español de México, La Integridad Nacional de Puerto Rico, La Unión Constitucional, La Legalidad de La Habana y La Voz de la Patria, de Madrid. También fue redactor del diario madrileño El Correo Militar y corresponsal de muchos otros. Fue autor de las obras de teatro La vida en alta mar, El rey Babieca en Castilla y Ferrol por la libertad y del tomo de poesías Ecos del alma (1874), entre otros textos, como Cuatro años en Méjico. Memorias íntimas de un periodista español (1885, prologado por Emilio Castelar) y Los asturianos en el Norte y los asturianos en Cuba (1893). Fue uno de los socios fundadores de la Unión Ibero-Americana. En Puerto Rico fue alcalde de Ponce. Falleció en 1899 en Cádiz.